# Lê Văn Hiếu
Lê Văn Hiếu (tiếng Anh: Hieu Van Le; sinh năm 1954) là Toàn quyền tiểu bang Nam Úc (Governor, có nơi viết là "Thống đốc") từ tháng 9 năm 2014 tới ngày 31 tháng 8 năm 2021. Tháng 9 năm 2007, khi ông nhậm chức Phó Toàn quyền Nam Úc, theo hãng thông tấn Australian Broadcasting Corporation, ông Hiếu là người Úc gốc Việt nắm chức vụ chính trị cao nhất trong chính phủ ở nước ngoài từ xưa đến lúc đó, và cũng là người gốc châu Á đầu tiên được bổ nhiệm vào chức vụ này ở Úc.
Ông là Toàn quyền gốc châu Á đầu tiên được bổ nhiệm trong lịch sử nước Úc.

## Thân thế và giáo dục
Sinh năm 1954 tại Quảng Trị, Lê Văn Hiếu mồ côi cha từ nhỏ. Sau khi tốt nghiệp trung học tại Đà Nẵng, ông theo học tại Trường Chính trị Kinh doanh, Viện Đại học Đà Lạt. Vào tháng 11 năm 1977 ông là một trong số thuyền nhân tị nạn tránh chính quyền cộng sản bằng cách dùng thuyền sang thẳng tới Darwin (Úc).
Tại Úc, ông tốt nghiệp cử nhân về kinh tế và kế toán cũng như bằng cao học về Quản trị kinh doanh (Master in Business Administration - MBA) từ Đại học Adelaide. Ông là thành viên của Hiệp hội Kế toán gia Úc (CPA) và là thành viên của Học viện Dịch vụ Tài chánh Úc (Financial Services Institute of Australia hay Finsia). Ông là giảng viên tại Học viện Finsia cũng như Học viện Cao đẳng TAFE Adelaide, Đại học Nam Úc và Đại học Adelaide về các môn phiên dịch và luật kinh thương. Sau một thời gian làm việc cho Văn phòng Thuế vụ Liên bang Úc, ông được bổ làm Quản lý Thanh tra (Manager of Regulations) của Ủy ban Đầu tư và Chứng khoán Úc (Australian Securities and Investments Commission - ASIC), có nhiệm vụ giám sát thanh tra công ty, thị trường đầu tư và chứng khoán Úc.

## Chính trường
Ông là người gốc châu Á đầu tiên nắm giữ chức vụ chủ tịch Ủy ban Đa Văn hóa và Sắc tộc Sự vụ Nam Úc (South Australian Multicultural and Ethnic Affairs Commission - SAMEAC). Ông cũng là người châu Á đầu tiên, và đặc biệt là người Việt đầu tiên, được giữ chức vụ Phó Toàn quyền, đại diện cho Nữ hoàng Anh tại tiểu bang Nam Úc. Theo yêu cầu của Mike Rann, vị thủ hiến Nam Úc, sau khi lên chức Phó Toàn quyền, ông Lê Văn Hiếu vẫn tiếp tục kiêm nhiệm chức chủ tịch Hội đồng Đa Văn hóa và Sắc tộc Sự vụ mà ông đảm trách bao năm qua. Toàn quyền tiểu bang Nam Úc lúc bấy giờ là Đề đốc Kevin Scarce.
Toàn Quyền hoặc Phó Toàn Quyền là những chức vụ có tính cách danh dự và biểu tượng, tuy được đặt cao hơn chức vụ Thủ hiến (Premier) do dân bầu, và có chức năng đại diện cho Nữ hoàng Anh trong những dịp nghi lễ, khi đón tiếp các vị nguyên thủ đến tiểu bang hoặc khai mạc các buổi họp của các cấp chính quyền. Theo truyền thống, vai trò phó toàn quyền do vị chánh án Tối cao Pháp viện tiểu bang đảm nhận. Tuy nhiên từ năm 1967 đến nay truyền thống đó đã thay đổi, chính phủ thường là đề cử để Nữ hoàng bổ nhiệm những người có tiếng tăm có uy tín trong xã hội vào chức vụ này.
Ngày 16 tháng 12 năm 2008, ông được nhận bằng tiến sĩ danh dự do Đại học Adelaide trao tặng vì những đóng góp của ông cho xã hội và cũng là người Việt đầu tiên được một trường đại học cấp bằng tiến sĩ danh dự. Năm 2011, Đại học Flinders cũng trao bằng tiến sĩ danh dự cho ông. Ông được trao tặng Huy chương Australian Centenary năm 2001 "vì sự cống hiến cho sự tiến bộ của đa văn hóa tại Úc", và trao tặng Huân chương Úc (Order of Australia), cấp sĩ quan (Officer) trong năm 2010.
Ngày 26 tháng 6 năm 2014, Thủ hiến Tiểu bang Nam Úc, Jay Weatherill công bố tin bổ nhiệm ông Hiếu vào chức vụ Toàn quyền tiểu bang với nhận xét, "Ông Hiếu là di dân châu Á đầu tiên trong lịch sử tiểu bang của chúng ta lên tới chức toàn quyền". Trong phần đáp từ, ông Hiếu cho biết mặc dù khi đặt chân đến nước Úc 36 năm trước như là một người tị nạn trẻ tuổi, ông chẳng có gì mang theo "ngoại trừ một chiếc va li vô hình chất đầy ước mơ", song khi "được vinh dự nhận chức Toàn quyền là điều hoàn toàn vượt ra ngoài mọi giấc mơ dù ngông cuồng nhất" của ông. Tháng 9 năm 2014, ông Hiếu sẽ chính thức đảm nhiệm chức vụ Toàn quyền Tiểu bang Nam Úc thay thế Đề đốc Kevin Scarce.

## Gia cảnh
Ông lập gia đình với bà Phương Lan. Họ có hai con trai, Don và Kim, được đặt theo tên của hai cầu thủ Cricket mà ông Hiếu hâm mộ, Don Bradman và Kim Hughes.

## Câu nói
Lê Văn Hiếu đã tự lãnh vai trò mới trong cương vị phó toàn quyền bang Nam Úc, mà trước hết là "trở thành đại sứ và người hoạt động cho những ai gặp khó khăn và thiệt thòi". Ông nói: "Nhiệm vụ thứ hai của tôi là trở thành xướng ngôn viên biểu tượng cho xã hội đa dạng vì tôi được hưởng nhiều lợi ích từ nền văn hóa đa dạng". Ngoài ra, ông cũng cho biết sẽ là một nhịp cầu nối bắc liền Nam Úc và thế giới bên ngoài, và cuối cùng là một "biểu tượng của sự thành công" ở tiểu bang này.